# Somuk
Somuk, auch Hermano Somuk (geboren um 1900; gestorben 1965), war Clanchef, Fischer, Storyteller und Maler auf Bougainville, der größten Insel einer autonomen Region Papua-Neuguineas. Er war eine politische Leitfigur der Südsee, gilt als erster moderner Maler des pazifischen Raumes und wurde post mortem zu einem Demiurgen erkoren.

## Leben und Werk
Somuk lebte in Gagan, einem Dorf im Norden Bougainvilles. Pater Patrick O’Reilly (1900–1988), ein Maristenpatre, Missionar und Ethnograph, der mit dem Musée de l’Homme in Paris zusammen arbeitete, berichtete über seine charismatische Persönlichkeit. Er motivierte Somuk zum Zeichnen und Malen. O’Reilly „drückt[e] ihm Tusche, Bunt- und Bleistifte mitsamt Papier in die Hand und lässt ihn Riten, Mythen und Legenden nicht nur erzählen, wie es in der oralen Kultur des Salomonen-Archipels üblich ist, sondern bildlich darstellen.“ In der Nachkriegszeit erregte Somuk die Aufmerksamkeit der Pariser Intelligenz. Danach geriet er außerhalb seiner Heimat in Vergessenheit. Er starb 1965. Nach seinem Tod erlangte er in seinem Heimatdorf den Status eines Demiurgen.
Somuks Arbeiten haben Jean Dubuffet beeinflusst.
Das Musée du quai Branly in Paris, das nationale französische Museum für außereuropäische Kunst, erwarb in den 2010er Jahren ein von Pater O’Reilly erstelltes Fotoalbum. Es ermöglichte dem Museum, die Zeichnungen Somuks im Kontext, in dem sie entstanden, seine Inspirationen und die verschiedene Interpretationen der westlichen Welt in Ausstellungsform zu zeigen.

## Retrospektive
- Somuk: Premier Artiste Moderne Du Pacifique, Musée du quai Branly in Paris, November 2019 bis März 2020, im Rahmen des Internationalen Jahres der indigenen Sprachen